# Awedis
Awedis (orm. Աւետիս) – kwartalnik ormiański w Polsce wydawany przez Fundację Kultury i Dziedzictwa Ormian Polskich. Awedis został założony w 2009 przez Armena Artwicha (redaktor naczelny w latach 2009–2014). W  latach 2014–2021 funkcję redaktora naczelnego pełnił Jakub Kopczyński. Od 2022 redakcją czasopisma kieruje Sylwia Uryga.
Czasopismo ma charakter społeczno-kulturalny, koncentruje się na życiu społeczności ormiańskiej w Polsce. Poza informacjami bieżącymi, na jego łamach publikowane są artykuły dotyczące historii i dziedzictwa kulturowego polskich Ormian. Czasopismo ukazuje się w języku polskim, część artykułów jest również tłumaczona na język ormiański. Wyróżnia się elegancką, czarno-białą szatą graficzną.
Zespół autorski tworzy grupa polsko-ormiańskich intelektualistów, wywodzących się zarówno ze starej społeczności polskich Ormian, jak i niedawnych imigrantów (m.in. Monika Agopsowicz, Armen Artwich, Edgar Broyan, Bogdan Kasprowicz, Zbigniew Kościów, Romana Obrocka, Gagik Parsamian, Ara Sayegh). Czasopismo współpracuje z korespondentami z Armenii, Europy Wschodniej, Francji i Bliskiego Wschodu. Na jego łamach publikują również polscy naukowcy, znawcy tematyki ormiańskiej – historycy, językoznawcy oraz etnografowie (w tym armenista prof. Andrzej Pisowicz oraz historyk, dyrektor Muzeum Uniwersytetu Jagiellońskiego, prof. Krzysztof Stopka).

## Wyróżnienia
W 2012 Awedis zwyciężył w konkursie „Za znaczący wkład w zachowanie tożsamości ormiańskiej”, w kategorii „Media drukowane”, ogłoszonym przez Ministerstwo Diaspory Republiki Armenii. Pokonał tym samym konkurencję z całego świata.